# Meota (Saskatchewan)
Meota es un pueblo canadiense situado en la provincia de Saskatchewan.

## Superficie
Meota tiene una superficie de 1,61 km².

## Demografía
En 2021, tenía 325 habitantes, una densidad poblacional de 202,3 hab./km², y 213 viviendas.